# 天市左垣六
天市左垣六（天鷹座ζ，ζ Aql）是位于赤道星座天鹰座的一个三合星。中文星官名天市左垣六也称吴越。视星等2.98，可以很容易用肉眼看见。视差测量显示它距离地球大约83光年。

## 物理特性
天市左垣六的光谱类型为A0V，‘V’代表它是个经由核心氢聚变产生能量主序星。他有2.8倍太阳半径和质量，辐射出36倍太阳光度。表面温度大约9620K，使得他成为一个发出白色光的A型星。这个恒星的年龄估计大约5千万～1亿5千万年。
该星高速自转，赤道恒星自转速度为317km/s。因此它有赤道突起，造成这个恒星的椭球形状。赤道的半径比两极半径还要大30%。
该星有2个12等的伴星，角距离分别是6.5和158.6弧秒。